# Kornblumenblau
Kornblumenblau é um filme de drama polonês de 1989 dirigido e escrito por Leszek Wosiewicz. Foi selecionado como representante da Polônia à edição do Oscar 1990, organizada pela Academia de Artes e Ciências Cinematográficas.

## Elenco
- Adam Kamień - Tadeusz
- Marcin Troński - Moskwa
- Piotr Skiba - Włodek
- Krzysztof Kolberger - Blokowy
- Wiesław Wójcik - Blokowy
- Marek Chodorowski - Szef
- Zygmunt Bielawski - Blokowy
- Ewa Błaszczyk - Komendantowa
- Erwin Nowiaszek - Szef
- Jerzy Rogulski - Strażnik